# Giải bóng đá U-21 Quốc gia 2015
Giải bóng đá U-21 Quốc gia 2015, tên gọi chính thức là Giải bóng đá U-21 Quốc gia Báo Thanh Niên – Cúp Clear Men 2015 vì lý do tài trợ, là mùa giải thứ 19 của Giải bóng đá Vô địch U-21 Quốc gia do Liên đoàn bóng đá Việt Nam (VFF) phối hợp với báo Thanh Niên tổ chức. Đây là năm đầu tiên nhãn hàng Clear Men là nhà tài trợ chính cho giải đấu. Mùa giải lần này diễn ra theo hai giai đoạn, với giai đoạn vòng loại từ ngày 1 tháng 10 đến ngày 13 tháng 10 năm 2015. Vòng chung kết của giải, gồm 8 đội bóng, được tổ chức tại Thành phố Hồ Chí Minh từ ngày 22 tháng 10 đến ngày 1 tháng 11 năm 2015.

## Các đội bóng
25 đội bóng đã đăng ký tham dự mùa giải lần này từ vòng loại. Với tư cách là chủ nhà của vòng chung kết,   Thành phố Hồ Chí Minh đã được miễn thi đấu vòng loại. Kể từ mùa giải này, đội đương kim vô địch không còn có quyền được đặc cách vào vòng chung kết, do đó nhà vô địch của năm 2014, Sông Lam Nghệ An, cũng sẽ tham dự vòng loại. Các đội bóng được sắp xếp sẵn vào các bảng đấu dựa theo khu vực địa lý. Những đội bóng đóng vai trò là chủ nhà của bảng đấu vòng loại được ký hiệu bởi (H).
| VT | Đội                          |
| -- | ---------------------------- |
| A1 | Nam Định (H)                 |
| A2 | Hà Nội T&T                   |
| A3 | Than Quảng Ninh              |
| A4 | Viettel                      |
| A5 | Xi măng The Vissai Ninh Bình |

| VT | Đội                  |
| -- | -------------------- |
| B1 | Sông Lam Nghệ An (H) |
| B2 | SHB Đà Nẵng          |
| B3 | QNK Quảng Nam        |
| B4 | Thanh Hoá            |
| B5 | Thừa Thiên Huế       |

| VT | Đội                   |
| -- | --------------------- |
| C1 | Hoàng Anh Gia Lai (H) |
| C2 | Bình Định             |
| C3 | Bình Phước            |
| C4 | Đắk Lắk               |
| C5 | Lâm Đồng              |

| VT | Đội                    |
| -- | ---------------------- |
| D1 | Sanatech Khánh Hoà (H) |
| D2 | Becamex Bình Dương     |
| D3 | Đồng Nai               |
| D4 | PVF                    |
| D5 | Kiên Giang             |

| VT | Đội                  |
| -- | -------------------- |
| E1 | Đồng Tâm Long An (H) |
| E2 | An Giang             |
| E3 | Cần Thơ              |
| E4 | Đồng Tháp            |
| E5 | Vĩnh Long            |

## Vòng loại
Vòng loại diễn ra từ ngày 1 đến ngày 13 tháng 10 năm 2015. Các đội bóng thi đấu theo thể thức vòng tròn một lượt tính điểm, chọn 5 đội xếp thứ nhất và 2 đội xếp thứ nhì có thành tích tốt nhất vào vòng chung kết.

### Các tiêu chí
Các đội được xếp hạng theo điểm (3 điểm cho 1 trận thắng, 1 điểm cho 1 trận hòa, 0 điểm cho 1 trận thua), và nếu bằng điểm, các tiêu chí sau đây được áp dụng theo thứ tự, để xác định thứ hạng:
1. Điểm trong các trận đối đầu trực tiếp giữa các đội bằng điểm;
2. Hiệu số bàn thắng thua trong các trận đối đầu trực tiếp giữa các đội bằng điểm;
3. Số bàn thắng ghi được trong các trận đối đầu trực tiếp giữa các đội bằng điểm;
4. Nếu có nhiều hơn hai đội bằng điểm, và sau khi áp dụng tất cả các tiêu chí đối đầu ở trên, một nhóm nhỏ các đội vẫn còn bằng điểm nhau, tất cả các tiêu chí đối đầu ở trên được áp dụng lại cho riêng nhóm này;
5. Hiệu số bàn thắng thua trong tất cả các trận đấu bảng;
6. Số bàn thắng ghi được trong tất cả các trận đấu bảng;
7. Sút luân lưu nếu chỉ có hai đội bằng nhau và còn thi đấu trên sân;
8. Bốc thăm.

### Bảng A
Tất cả các trận đấu diễn ra tại Nam Định.
| Ngày                 | Giờ   | Sân thi đấu               | Vòng loại Bảng A     | Vòng loại Bảng A | Vòng loại Bảng A     |
| Ngày                 | Giờ   | Sân thi đấu               | Đội 1                | Tỉ số            | Đội 2                |
| 4 tháng 10 năm 2015  | 15h00 | Sân vận động Thiên Trường | Nam Định             | 1-3              | Hà Nội T&T           |
| 4 tháng 10 năm 2015  | 17h00 | Sân vận động Thiên Trường | Than Quảng Ninh      | 0-1              | The Vissai Ninh Bình |
| 6 tháng 10 năm 2015  | 15h00 | Sân vận động Thiên Trường | Viettel              | 1-0              | Than Quảng Ninh      |
| 6 tháng 10 năm 2015  | 17h00 | Sân vận động Thiên Trường | The Vissai Ninh Bình | 0-1              | Nam Định             |
| 9 tháng 10 năm 2015  | 15h00 | Sân vận động Thiên Trường | Than Quảng Ninh      | 0-5              | Hà Nội T&T           |
| 9 tháng 10 năm 2015  | 17h00 | Sân vận động Thiên Trường | The Vissai Ninh Bình | 1-5              | Viettel              |
| 11 tháng 10 năm 2015 | 15h00 | Sân vận động Thiên Trường | Viettel              | 0-0              | Nam Định             |
| 11 tháng 10 năm 2015 | 17h00 | Sân vận động Thiên Trường | Hà Nội T&T           | 5-0              | The Vissai Ninh Bình |
| 14 tháng 10 năm 2015 | 15h00 | Sân vận động Thiên Trường | Hà Nội T&T           | 1-1              | Viettel              |
| 14 tháng 10 năm 2015 | 17h00 | Sân vận động Thiên Trường | Nam Định             | 3-1              | Than Quảng Ninh      |

| STT | Đội bóng                     | Tr | T | H | B | Bt | Bb | Hs  | Điểm | Kết quả                            |
| --- | ---------------------------- | -- | - | - | - | -- | -- | --- | ---- | ---------------------------------- |
| 1   | Hà Nội T&T                   | 4  | 3 | 1 | 0 | 14 | 2  | +12 | 10   | Vị trí giành vé dự vòng chung kết  |
| 2   | Viettel                      | 4  | 2 | 2 | 0 | 7  | 2  | +5  | 8    | Vị trí xét thành tích đội nhì bảng |
| 3   | Nam Định                     | 4  | 2 | 1 | 1 | 5  | 4  | +1  | 7    |                                    |
| 4   | Xi măng The vissai Ninh Bình | 4  | 1 | 0 | 3 | 2  | 11 | -9  | 3    |                                    |
| 5   | Than Quảng Ninh              | 4  | 0 | 0 | 4 | 1  | 10 | -9  | 0    |                                    |

### Bảng B
Tất cả các trận đấu diễn ra tại Nghệ An.
| Ngày                 | Giờ   | Sân thi đấu       | Vòng loại Bảng B | Vòng loại Bảng B | Vòng loại Bảng B |
| Ngày                 | Giờ   | Sân thi đấu       | Đội 1            | Tỉ số            | Đội 2            |
| 4 tháng 10 năm 2015  | 15h30 | Sân vận động Vinh | Sông Lam Nghệ An | 1-1              | Thanh Hóa        |
| 4 tháng 10 năm 2015  | 15h30 | Sân tập           | Thừa Thiên Huế   | 2-1              | SHB Đà Nẵng      |
| 6 tháng 10 năm 2015  | 15h30 | Sân tập           | QNK Quảng Nam    | 1-2              | Thừa Thiên Huế   |
| 6 tháng 10 năm 2015  | 15h30 | Sân vận động Vinh | SHB Đà Nẵng      | 2-0              | Sông Lam Nghệ An |
| 9 tháng 10 năm 2015  | 15h30 | Sân vận động Vinh | Thừa Thiên Huế   | 2-2              | Thanh Hóa        |
| 9 tháng 10 năm 2015  | 15h30 | Sân tập           | SHB Đà Nẵng      | 1-0              | QNK Quảng Nam    |
| 11 tháng 10 năm 2015 | 15h30 | Sân vận động Vinh | QNK Quảng Nam    | 0-4              | Sông Lam Nghệ An |
| 11 tháng 10 năm 2015 | 15h30 | Sân tập           | Thanh Hóa        | 0-1              | SHB Đà Nẵng      |
| 14 tháng 10 năm 2015 | 15h30 | Sân tập           | Thanh Hóa        | 0-1              | QNK Quảng Nam    |
| 14 tháng 10 năm 2015 | 15h30 | Sân vận động Vinh | Sông Lam Nghệ An | 2-3              | Thừa Thiên Huế   |

| STT | Đội bóng         | Tr | T | H | B | Bt | Bb | Hs | Điểm | Kết quả                            |
| --- | ---------------- | -- | - | - | - | -- | -- | -- | ---- | ---------------------------------- |
| 1   | Thừa Thiên - Huế | 4  | 3 | 1 | 0 | 9  | 6  | +3 | 10   | Vị trí giành vé dự vòng chung kết  |
| 2   | SHB Đà Nẵng      | 4  | 3 | 0 | 1 | 5  | 2  | +3 | 9    | Vị trí xét thành tích đội nhì bảng |
| 3   | Sông Lam Nghệ An | 4  | 1 | 1 | 2 | 7  | 6  | +1 | 4    |                                    |
| 4   | QNK Quảng Nam    | 4  | 1 | 0 | 3 | 2  | 6  | -4 | 3    |                                    |
| 5   | FLC Thanh Hóa    | 4  | 0 | 2 | 2 | 3  | 5  | -2 | 2    |                                    |

### Bảng C
Tất cả các trận đấu diễn ra tại Gia Lai.
| Ngày                 | Giờ   | Sân thi đấu         | Vòng loại Bảng C | Vòng loại Bảng C | Vòng loại Bảng C |
| Ngày                 | Giờ   | Sân thi đấu         | Đội 1            | Tỉ số            | Đội 2            |
| 4 tháng 10 năm 2015  | 15h00 | Sân vận động Pleiku | Gia Lai          | 3-1              | Lâm Đồng         |
| 4 tháng 10 năm 2015  | 17h00 | Sân vận động Pleiku | Bình Phước       | 2-3              | Bình Định        |
| 6 tháng 10 năm 2015  | 15h00 | Sân vận động Pleiku | Đắk Lắk          | 1-2              | Bình Phước       |
| 6 tháng 10 năm 2015  | 17h00 | Sân vận động Pleiku | Bình Định        | 1-0              | Gia Lai          |
| 9 tháng 10 năm 2015  | 15h00 | Sân vận động Pleiku | Bình Phước       | 1-3              | Lâm Đồng         |
| 9 tháng 10 năm 2015  | 17h00 | Sân vận động Pleiku | Bình Định        | 2-0              | Đắk Lắk          |
| 11 tháng 10 năm 2015 | 15h00 | Sân vận động Pleiku | Đắk Lắk          | 0-3              | Gia Lai          |
| 11 tháng 10 năm 2015 | 17h00 | Sân vận động Pleiku | Lâm Đồng         | 0-1              | Bình Định        |
| 14 tháng 10 năm 2015 | 15h00 | Sân vận động Pleiku | Lâm Đồng         | 2-0              | Đắk Lắk          |
| 14 tháng 10 năm 2015 | 17h00 | Sân vận động Pleiku | Gia Lai          | 2-0              | Bình Phước       |

| STT | Đội bóng          | Tr | T | H | B | Bt | Bb | Hs | Điểm | Kết quả                            |
| --- | ----------------- | -- | - | - | - | -- | -- | -- | ---- | ---------------------------------- |
| 1   | Bình Định         | 4  | 4 | 0 | 0 | 7  | 2  | +5 | 12   | Vị trí giành vé dự vòng chung kết  |
| 2   | Hoàng Anh Gia Lai | 4  | 3 | 0 | 1 | 8  | 2  | +6 | 9    | Vị trí xét thành tích đội nhì bảng |
| 3   | Lâm Đồng          | 4  | 2 | 0 | 2 | 6  | 5  | +1 | 6    |                                    |
| 4   | Bình Phước        | 4  | 1 | 0 | 3 | 5  | 9  | -4 | 3    |                                    |
| 5   | Đắk Lắk           | 4  | 0 | 0 | 4 | 1  | 9  | -8 | 0    |                                    |

### Bảng D
Tất cả các trận đấu diễn ra tại Khánh Hòa.
| Ngày                 | Giờ   | Sân thi đấu             | Vòng loại Bảng D   | Vòng loại Bảng D | Vòng loại Bảng D   |
| Ngày                 | Giờ   | Sân thi đấu             | Đội 1              | Tỉ số            | Đội 2              |
| 4 tháng 10 năm 2015  | 15h00 | Sân vận động 19 tháng 8 | Sanatech Khánh Hòa | 1-1              | PVF                |
| 4 tháng 10 năm 2015  | 17h00 | Sân vận động 19 tháng 8 | Đồng Nai           | 1-0              | Kiên Giang         |
| 6 tháng 10 năm 2015  | 15h00 | Sân vận động 19 tháng 8 | Becamex Bình Dương | 1-3              | Đồng Nai           |
| 6 tháng 10 năm 2015  | 17h00 | Sân vận động 19 tháng 8 | Kiên Giang         | 0-3              | Sanatech Khánh Hòa |
| 9 tháng 10 năm 2015  | 15h00 | Sân vận động 19 tháng 8 | Đồng Nai           | 1-1              | PVF                |
| 9 tháng 10 năm 2015  | 17h00 | Sân vận động 19 tháng 8 | Kiên Giang         | 1-7              | Becamex Bình Dương |
| 11 tháng 10 năm 2015 | 15h00 | Sân vận động 19 tháng 8 | Becamex Bình Dương | 1-3              | Sanatech Khánh Hòa |
| 11 tháng 10 năm 2015 | 17h00 | Sân vận động 19 tháng 8 | PVF                | 1-0              | Kiên Giang         |
| 14 tháng 10 năm 2015 | 15h00 | Sân vận động 19 tháng 8 | PVF                | 2-1              | Becamex Bình Dương |
| 14 tháng 10 năm 2015 | 17h00 | Sân vận động 19 tháng 8 | Sanatech Khánh Hòa | 3-0              | Kiên Giang         |

| STT | Đội bóng                | Tr | T | H | B | Bt | Bb | Hs  | Điểm | Kết quả                            |
| --- | ----------------------- | -- | - | - | - | -- | -- | --- | ---- | ---------------------------------- |
| 1   | Sanatech Khánh Hòa      | 4  | 3 | 1 | 0 | 10 | 2  | +8  | 10   | Vị trí giành vé dự vòng chung kết  |
| 2   | PVF                     | 4  | 2 | 2 | 0 | 5  | 3  | +2  | 8    | Vị trí xét thành tích đội nhì bảng |
| 3   | Đồng Nai                | 4  | 2 | 1 | 1 | 5  | 5  | 0   | 7    |                                    |
| 4   | Becamex Bình Dương      | 4  | 1 | 0 | 3 | 10 | 9  | +1  | 3    |                                    |
| 5   | Kienlongbank Kiên Giang | 4  | 0 | 0 | 4 | 1  | 12 | -11 | 0    |                                    |

### Bảng E
Tất cả các trận đấu diễn ra tại Long An.
| Ngày                 | Giờ   | Sân thi đấu          | Vòng loại Bảng E | Vòng loại Bảng E | Vòng loại Bảng E |
| Ngày                 | Giờ   | Sân thi đấu          | Đội 1            | Tỉ số            | Đội 2            |
| 4 tháng 10 năm 2015  | 15h00 | Sân vận động Long An | Đồng Tháp        | 3-0              | Vĩnh Long        |
| 4 tháng 10 năm 2015  | 17h00 | Sân vận động Long An | Đồng Tâm Long An | 3-0              | Cần Thơ          |
| 6 tháng 10 năm 2015  | 15h00 | Sân vận động Long An | An Giang         | 1-1              | Đồng Tháp        |
| 6 tháng 10 năm 2015  | 17h00 | Sân vận động Long An | Vĩnh Long        | 2-1              | Đồng Tâm Long An |
| 9 tháng 10 năm 2015  | 15h00 | Sân vận động Long An | Đồng Tháp        | 1-2              | Cần Thơ          |
| 9 tháng 10 năm 2015  | 17h00 | Sân vận động Long An | Vĩnh Long        | 0-2              | An Giang         |
| 11 tháng 10 năm 2015 | 15h00 | Sân vận động Long An | An Giang         | 2-2              | Đồng Tâm Long An |
| 11 tháng 10 năm 2015 | 17h00 | Sân vận động Long An | Cần Thơ          | 0-1              | Vĩnh Long        |
| 14 tháng 10 năm 2015 | 15h00 | Sân vận động Long An | Cần Thơ          | 1-5              | An Giang         |
| 14 tháng 10 năm 2015 | 17h00 | Sân vận động Long An | Đồng Tâm Long An | 3-1              | Đồng Tháp        |

| STT | Đội bóng                 | Tr | T | H | B | Bt | Bb | Hs | Điểm | Kết quả                            |
| --- | ------------------------ | -- | - | - | - | -- | -- | -- | ---- | ---------------------------------- |
| 1   | An Giang                 | 4  | 2 | 2 | 0 | 10 | 4  | +6 | 8    | Vị trí giành vé dự vòng chung kết  |
| 2   | Đồng Tâm Long An         | 4  | 2 | 1 | 1 | 9  | 5  | +4 | 7    | Vị trí xét thành tích đội nhì bảng |
| 3   | Vĩnh Long                | 4  | 2 | 0 | 2 | 3  | 6  | -3 | 6    |                                    |
| 4   | Đồng Tháp                | 4  | 1 | 1 | 2 | 6  | 6  | 0  | 4    |                                    |
| 5   | Xổ số kiến thiết Cần Thơ | 4  | 1 | 0 | 3 | 3  | 10 | -7 | 3    |                                    |

### Bảng xếp hạng các đội nhì bảng đấu
Hai đội nhì bảng có thành tích tốt nhất lọt vào vòng chung kết.
| STT | Đội bóng         | Tr | T | H | B | Bt | Bb | Hs | Điểm | Kết quả                           |
| --- | ---------------- | -- | - | - | - | -- | -- | -- | ---- | --------------------------------- |
| 1   | Gia Lai          | 4  | 3 | 0 | 1 | 8  | 2  | +6 | 9    | Vị trí giành vé dự vòng chung kết |
| 2   | SHB Đà Nẵng      | 4  | 3 | 0 | 1 | 5  | 2  | +3 | 9    | Vị trí giành vé dự vòng chung kết |
| 3   | Viettel          | 4  | 2 | 2 | 0 | 7  | 2  | +5 | 8    |                                   |
| 4   | PVF              | 4  | 2 | 2 | 0 | 5  | 3  | +2 | 8    |                                   |
| 5   | Đồng Tâm Long An | 4  | 2 | 1 | 1 | 9  | 5  | +4 | 7    |                                   |

### Các đội vượt qua vòng loại
| Câu lạc bộ            | Tư cách vượt qua vòng loại      | Tham dự vòng chung kết | Thành tích tốt nhất          |
| --------------------- | ------------------------------- | ---------------------- | ---------------------------- |
| Thành phố Hồ Chí Minh | Chủ nhà                         | 7 lần                  | Á quân (1997, 2008)          |
| Hà Nội T&T            | Nhất bảng A                     | 4 lần                  | Vô địch (2013)               |
| Thừa Thiên Huế        | Nhất bảng B                     | 4 lần                  | Vòng bảng (2001, 2006, 2008) |
| Bình Định             | Nhất bảng C                     | 9 lần                  | Vô địch (2005)               |
| Sanatech Khánh Hòa    | Nhất bảng D                     | 7 lần                  | Vô địch (2007)               |
| An Giang              | Nhất bảng E                     | 7 lần                  | Hạng ba (2003, 2007, 2008)   |
| Gia Lai               | Nhì bảng C/Nhì bảng tốt nhất    | 8 lần                  | Á quân (2006)                |
| SHB Đà Nẵng           | Nhì bảng B/Nhì bảng tốt thứ hai | 16 lần                 | Vô địch (2003, 2008, 2009)   |

1. ↑  Kế thừa thành tích của Khatoco Khánh Hòa trước đây.

## Địa điểm
Các trận đấu của vòng chung kết diễn ra tại sân vận động Thống Nhất và sân vận động Quận 8, Thành phố Hồ Chí Minh.
| Thành phố Hồ Chí Minh   | Thành phố Hồ Chí Minh |
| ----------------------- | --------------------- |
| Sân vận động Thống Nhất | Sân vận động Quận 8   |
| Sức chứa: 25.000        | Sức chứa: 500         |
| không khung             |                       |

## Đội hình
Các cầu thủ từ 16 đến 21 tuổi (sinh từ ngày 1 tháng 1 năm 1994 đến ngày 31 tháng 12 năm 1999) có đủ điều kiện để tham dự giải đấu. Mỗi đội bóng phải đăng ký một danh sách gồm tối đa 25 cầu thủ, trong đó có tối đa ba cầu thủ 22 tuổi (Quy định mục 4.2, 4.3 và 5.2).

## Vòng bảng
Tám đội tham dự được chia thành hai bảng, thi đấu vòng tròn một lượt để chọn ra hai đội đứng đầu mỗi bảng vào bán kết. Lễ bốc thăm chia bảng đã diễn ra vào lúc 15:30 ngày 20 tháng 10 năm 2015 tại Trung tâm Thể dục Thể thao Thống Nhất, Thành phố Hồ Chí Minh.

### Bảng A
| VT | Đội                       | ST | T | H | B | BT | BB | HS | Đ | Giành quyền tham dự     |
| -- | ------------------------- | -- | - | - | - | -- | -- | -- | - | ----------------------- |
| 1  | An Giang                  | 3  | 2 | 1 | 0 | 8  | 5  | +3 | 7 | Vòng đấu loại trực tiếp |
| 2  | Thành phố Hồ Chí Minh (H) | 3  | 1 | 1 | 1 | 5  | 4  | +1 | 4 | Vòng đấu loại trực tiếp |
| 3  | Thừa Thiên Huế            | 3  | 1 | 0 | 2 | 6  | 9  | −3 | 3 |                         |
| 4  | Gia Lai                   | 3  | 0 | 2 | 1 | 4  | 5  | −1 | 2 |                         |

| Thành phố Hồ Chí Minh | 1–1 | Gia Lai |
| --------------------- | --- | ------- |
|                       |     |         |

| An Giang | 4–3 | Thừa Thiên Huế |
| -------- | --- | -------------- |
|          |     |                |

| Thừa Thiên Huế | 3–2 | Gia Lai |
| -------------- | --- | ------- |
|                |     |         |

| An Giang | 3–1 | Thành phố Hồ Chí Minh |
| -------- | --- | --------------------- |
|          |     |                       |

| Gia Lai | 1–1 | An Giang |
| ------- | --- | -------- |
|         |     |          |

| Thành phố Hồ Chí Minh | 3–0 | Thừa Thiên Huế |
| --------------------- | --- | -------------- |
|                       |     |                |

### Bảng B
| VT | Đội                | ST | T | H | B | BT | BB | HS | Đ | Giành quyền tham dự     |
| -- | ------------------ | -- | - | - | - | -- | -- | -- | - | ----------------------- |
| 1  | Hà Nội T&T         | 3  | 3 | 0 | 0 | 7  | 1  | +6 | 9 | Vòng đấu loại trực tiếp |
| 2  | Bình Định          | 3  | 2 | 0 | 1 | 2  | 3  | −1 | 6 | Vòng đấu loại trực tiếp |
| 3  | SHB Đà Nẵng        | 3  | 1 | 0 | 2 | 4  | 6  | −2 | 3 |                         |
| 4  | Sanatech Khánh Hòa | 3  | 0 | 0 | 3 | 1  | 4  | −3 | 0 |                         |

| Bình Định | 0–3 | Hà Nội T&T |
| --------- | --- | ---------- |
|           |     |            |

| SHB Đà Nẵng | 2–1 | Sanatech Khánh Hòa |
| ----------- | --- | ------------------ |
|             |     |                    |

| Sanatech Khánh Hòa | 0–1 | Hà Nội T&T |
| ------------------ | --- | ---------- |
|                    |     |            |

| SHB Đà Nẵng | 1–2 | Bình Định |
| ----------- | --- | --------- |
|             |     |           |

| Hà Nội T&T | 3–1 | SHB Đà Nẵng |
| ---------- | --- | ----------- |
|            |     |             |

| Bình Định | 1–0 | Sanatech Khánh Hòa |
| --------- | --- | ------------------ |
|           |     |                    |

## Vòng đấu loại trực tiếp
Trong vòng đấu loại trực tiếp, loạt sút luân lưu sẽ được sử dụng để quyết định đội thắng nếu hòa sau 90 phút chính thức (không có hiệp phụ).

### Bán kết
| An Giang       | 1–0      | Bình Định |
| -------------- | -------- | --------- |
| Lê Bảo Hữu 23' | Chi tiết |           |

| Hà Nội T&T                   | 3–1      | Thành phố Hồ Chí Minh |
| ---------------------------- | -------- | --------------------- |
| Phạm Văn Thành 28', 78', 87' | Chi tiết | Nguyên Vũ 41'         |

### Chung kết
| An Giang                            | 1–2      | Hà Nội T&T             |
| ----------------------------------- | -------- | ---------------------- |
| Nguyễn Thanh Thảo 57' · Lâm Quý 53' | Chi tiết | Phạm Văn Thành 3', 36' |

## Thống kê

### Vô địch
| Vô địch Giải bóng đá U-21 Quốc gia 2015 |
| --------------------------------------- |
| Hà Nội T&T Lần thứ 2                    |

### Các giải thưởng
Các giải thưởng dưới đây đã được trao sau khi giải đấu kết thúc:
| Vua phá lưới                | Cầu thủ xuất sắc nhất       | Thủ môn xuất sắc nhất     | Giải phong cách       |
| --------------------------- | --------------------------- | ------------------------- | --------------------- |
| Phạm Văn Thành (Hà Nội T&T) | Phạm Văn Thành (Hà Nội T&T) | Đặng Ngọc Tuấn (An Giang) | Thành phố Hồ Chí Minh |

### Cầu thủ ghi bàn
Đã có 45 bàn thắng ghi được trong 15 trận đấu, trung bình 3 bàn thắng mỗi trận đấu.